# Теоретична та математична фізика
Теоретична та математична фізика — щомісячний науковий журнал, що рецензується, присвячений фундаментальним проблемам теоретичної та математичної фізики. Видається Математичним інститутом ім. В. А. Стеклова з 1969 року російською та англійською мовами.
У 2016 році журнал мав імпакт-фактор 0.923.

## Про журнал
Журнал заснував академік М. М. Боголюбов у 1969 році. Довгий час головним редактором був академік А. О. Логунов, пізніше — академік А. О. Славнов. Видається англомовна версія «Theoretical and Mathematical Physics».
Журнал публікує статті, присвячені питанням:
- математичні проблеми квантової механіки;
- квантова теорія поля та математичні аспекти теорії елементарних часток;
- квантова теорія розсіювання, метод зворотного завдання;
- математичні проблеми статистичної фізики;
- гравітація, калібрувальні поля, теорія струн та мембран;
- суперсиметрії;
- цілком інтегровані та споріднені їм класичні та квантові моделі;
- алгебраїчні, геометричні та інші математичні методи сучасної теоретичної фізики